# Koi no yokan
| Recensione | Giudizio |
| ---------- | -------- |
| AllMusic   |          |

Koi no yokan (恋の予感?, Koi no yokan) è il settimo album in studio del gruppo musicale statunitense Deftones, pubblicato il 13 novembre 2012 dalla Reprise Records.

## Descrizione
Si tratta del secondo disco che non ha visto la partecipazione del bassista originale Chi Cheng, il quale stava ancora recuperando dal fatale incidente automobilistico nel 2008 che lo aveva portato in coma e alla successiva morte nel 2013. Il frontman Chino Moreno ha definito l'album «dinamico», con una gamma completa di suoni, facendo notare come il bassista Sergio Vega abbia contribuito maggiormente alla caratterizzazione dei brani rispetto al precedente album Diamond Eyes. Anche il critico Gregory Heaney di AllMusic ha evidenziato tale aspetto, riportando che «mentre molti gruppi di oggi ormai armeggiano con la dinamica forte/piano da decenni, quello che rende i Deftones così speciali è quello di fare entrambe le cose allo stesso tempo, mescolando effettivamente la quiete e la tempesta in un singolo suono».
Il titolo scelto per l'album è una tipica espressione giapponese che descrive la sensazione che si avverte quando due persone si incontrano e almeno uno dei due capisce che prima o poi finiranno inevitabilmente per innamorarsi l'uno dell'altra.

## Promozione
Il 2 agosto 2012 Moreno ha rivelato che Koi no yokan sarebbe stato pubblicato il successivo 9 ottobre e che avrebbe potuto comprendere anche alcune b-side, tra cui una cover di un brano di Elvis Presley e possibilmente di una canzone degli Earth, Wind & Fire. Tuttavia più tardi è stato rivelato che l'album non avrebbe presentato alcuna bonus track.
Il 19 settembre il gruppo ha reso disponibile per il download gratuito il brano Leathers attraverso il proprio sito ufficiale; dopo poco meno di un mese è stata distribuita una versione limitata in audiocassetta contenente anche il brano Rosemary, per poi essere stato reso disponibile per l'acquisto anche sull'iTunes Store.
Il secondo singolo ad essere estratto dall'album è stato Tempest, il quale ha ricevuto un'anteprima attraverso il sito della rivista Spin il 3 ottobre per poi venire pubblicato digitalmente sei giorni più tardi. Il 10 ottobre è stato pubblicato anche il lyric video del brano.
Il 26 marzo 2013 è entrato in rotazione radiofonica negli Stati Uniti il brano Swerve City, per il quale sono stati realizzati due video musicali: il primo, diretto da Gus Black, mostra per quasi tutta la durata del video una donna in sella a un cavallo (eccetto nel finale, dove Moreno fa una breve apparizione), mentre il secondo è stato diffuso il 5 giugno 2013 e mostra il gruppo eseguire il brano in studio, a cui si alternano altri filmati in cui il gruppo gira per le strade di Manchester.
Il 10 settembre è stato invece pubblicato l'audio della seconda traccia Romantic Dreams, la quale ha ricevuto un video in data 25 settembre.

## Tracce
Testi di Chino Moreno, musiche dei Deftones.
1. Swerve City – 2:44
2. Romantic Dreams – 4:38
3. Leathers – 4:08
4. Poltergeist – 3:31
5. Entombed – 4:59
6. Graphic Nature – 4:31
7. Tempest – 6:05
8. Gauze – 4:41
9. Rosemary – 6:53
10. Goon Squad – 5:39
11. What Happened to You? – 3:53

## Formazione
Gruppo
- Abe Cunningham – batteria
- Chino Moreno – voce, chitarra
- Frank Delgado – tastiera, campionatore
- Sergio Vega – basso
- Stephen Carpenter – chitarra

Produzione
- Nick Raskulinecz – produzione
- Matt Hyde – registrazione, ingegneria del suono, produzione aggiuntiva
- Steve Olmon – assistenza tecnica
- Rich Costey – missaggio
- Chris Kasych – ingegneria Pro Tools
- Eric Sip – assistenza al missaggio
- Ted Jensen – mastering
- Futura – fotografia
- 13th Witness – fotografia band
- Frank Maddocks – direzione artistica, grafica

## Classifiche
| Classifica (2012-22)      | Posizione massima |
| ------------------------- | ----------------- |
| Australia                 | 16                |
| Austria                   | 25                |
| Belgio (Fiandre)          | 51                |
| Belgio (Vallonia)         | 35                |
| Canada                    | 13                |
| Danimarca                 | 24                |
| Finlandia                 | 35                |
| Francia                   | 30                |
| Germania                  | 17                |
| Grecia                    | 69                |
| Italia                    | 60                |
| Norvegia                  | 34                |
| Nuova Zelanda             | 8                 |
| Paesi Bassi               | 28                |
| Regno Unito               | 30                |
| Spagna                    | 60                |
| Stati Uniti               | 11                |
| Stati Uniti (alternative) | 5                 |
| Stati Uniti (hard rock)   | 2                 |
| Stati Uniti (rock)        | 5                 |
| Svizzera                  | 22                |
| Ungheria                  | 40                |